# هواراس
هواراس (بالإنجليزية: Huaraz)‏ هي مدينة، تتبع إقليم أنكاش، هي عاصمة Huaraz province ‏، وإقليم أنكاش، وHuaraz District ‏، بلغ عدد سكانها 131377 نسمة، تبلغ مساحتها 370.03 كيلومتر مربع.

## مدن توأم
المدن التوأم:
- كاخاماركا.